# Japonsko na Zimních olympijských hrách 1972
Japonsko na Zimních olympijských hrách 1972 v Sapporu reprezentovalo 85 sportovců (65 mužů a 20 žen) v 10 sportech.

## Medailisté
| Medaile | Jméno                    | Sport           | Disciplína                |
| ------- | ------------------------ | --------------- | ------------------------- |
| Zlato   | Jukio Kasaja (笠谷幸生)  | Skoky na lyžích | Muži střední můstek (K70) |
| Stříbro | Akicugu Konno (金野昭次) | Skoky na lyžích | Muži střední můstek (K70) |
| Bronz   | Seidži Aoči (青地清二)   | Skoky na lyžích | Muži střední můstek (K70) |